# Carlo Cassola
Carlo Cassola (Roma, 1917 - Montecarlo, 1987) fue un novelista italiano contemporáneo de la época neorrealista.
Autor de una amplia obra novelística que ha merecido numerosos premios. Cassola emplea una escritura sencilla, poética, realista con la que describe con maestría la belleza de la simplicidad en lo cotidiano. Es también autor de ensayos y relatos cortos. Está considerado uno de los grandes maestros de la literatura italiana contemporánea.
Su obra La ragazza di Bube recibió el premio Strega en 1960. En 1963 Luigi Comencini dirigió una película basada en la novela, con Claudia Cardinale como actriz principal.

## Obra
- La visita (1942)
- Fausto e Anna (1952)
- Il taglio del bosco (1954)
- La ragazza di Bube (1960)
- Un cuore arido (1961)
- Il cacciatore (1964)
- Monte Mario (1973)
- L'antagonista (1976)
- Vita d'artista (1979)
- Il ribelle (1980)
- La lezione della storia (1978)
- Diritto alla sopravvivenza (1982)
- Contro le armi (1980)
- La rivoluzione disarmista (1983)
- L'uomo e il cane (1977)

## Edición en español
- Cassola, Carlo (1971). Un corazón árido. Editorial Seix Barral. ISBN 978-84-322-2678-6.
- Cassola, Carlo (1975). Demasiado tarde. Dopesa. ISBN 978-84-7235-241-4.
- Cassola, Carlo (1970). Fausto y Anna. Editorial Seix Barral. ISBN 978-84-322-2662-5.
- Cassola, Carlo (1980). El gigante ciego. Plaza & Janés Editores. ISBN 978-84-01-44244-5.
- Cassola, Carlo (1975). Gisella. Dopesa. ISBN 978-84-7235-213-1.
- Cassola, Carlo (1978). Historia de Ada. Bruguera. ISBN 978-84-02-06050-1.
- Cassola, Carlo (1978). El Hombre y el Perro. Dopesa. ISBN 978-84-7235-383-1.
- Cassola, Carlo (1978). Miedo y tristeza. Bruguera. ISBN 978-84-02-05520-0.
- Cassola, Carlo (1974). Monte Mario. Dopesa. ISBN 978-84-7235-182-0.
- Cassola, Carlo (2007). La novia de Bube. Ediciones Barataria. ISBN 978-84-95764-56-0.
- Cassola, Carlo (2007). La tala del bosque. Gadir Editorial. ISBN 978-84-935382-2-4.
- Cassola, Carlo (1980). Última frontera. Plaza & Janés Editores. ISBN 978-84-01-44245-2.
- Cassola, Carlo (1976). Tiempos memorables. Centro Editor de América Latina.